# Mercedes-Benz 450 SLC AMG
Chronologie des modèles (1968 - ?)
Mercedes-Benz 300 SEL 6.8 AMG
La Mercedes-Benz 450 SLC AMG est une voiture de course fabriquée par Mercedes-Benz et développée par AMG en 1978,.

## Championnats et palmarès

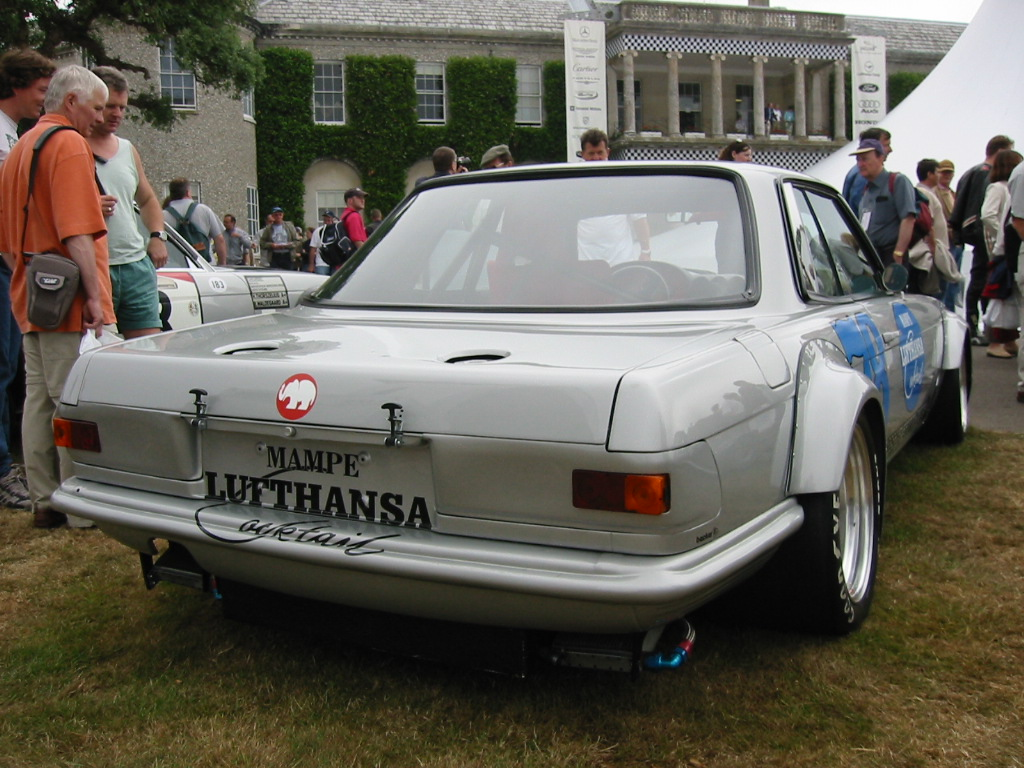
Vue arrière.